# Oberstaufen (gemeente)
Oberstaufen is een gemeente in de Duitse deelstaat Beieren, gelegen in het Landkreis Oberallgäu. De gemeente telt 7.798 inwoners
Een economische bron van inkomsten is het toerisme.

## Geografie
Oberstaufen ligt in de Algauer Alpen, dicht tegen de grens van Oostenrijk aan. Niet ver van het dorpje bevindt zich de Bodensee. Naburige steden zijn Immenstadt im Allgäu, Sonthofen en Kempten im Allgäu.

## Plaatsen in de gemeente Oberstaufen
- Aach
- Hinterstaufen
- Oberstaufen
- Steibis
- Thalkirchdorf

## Historie
zie heerlijkheid Staufen

## Geboren in Oberstaufen
- Heidi Biebl (1941-2022), alpineskiester